# John Foxton Ross Kerr
John Foxton Ross Kerr (Sydney, 24 de janeiro de 1934) é um patologista australiano.

## Vida
Kerr obteve um bacharelado em ciências (BSc) em 1955 e  um Bachelor of Medicine (MB) e um Bachelor of Surgery (BS) em 1957 na Universidade de Queensland em Brisbane, Austrália. Trabalhou como médico assistente no Royal Brisbane Hospital. Em 1964 obteve um PhD na Universidade de Londres. Lecionou patologia a partir de 1965 na Universidade de Queensland, onde foi a partir de 1974 professor. Aposentou-se em 1995.

## Condecorações e associações
- 1974 e 1992 Fellow do Royal College of Physicians (FRCP)
- 1993 Bancroft Medal da Australian Medical Association
- 1995 Fred W. Stewart Award
- 1996 Oficial da Ordem da Austrália (AO)
- 1998 Membro da Australian Academy of Science[1]
- 2000 Prêmio Paul Ehrlich e Ludwig Darmstaedter[2]
- 2002 Karl-IV-Preis da Universidade Carolina e da cidade de Praga[3]